# Onosma echioides
Onosma echioides ist eine Pflanzenart aus der Gattung der Lotwurzen (Onosma) in der Familie der Raublattgewächse (Boraginaceae).

## Beschreibung

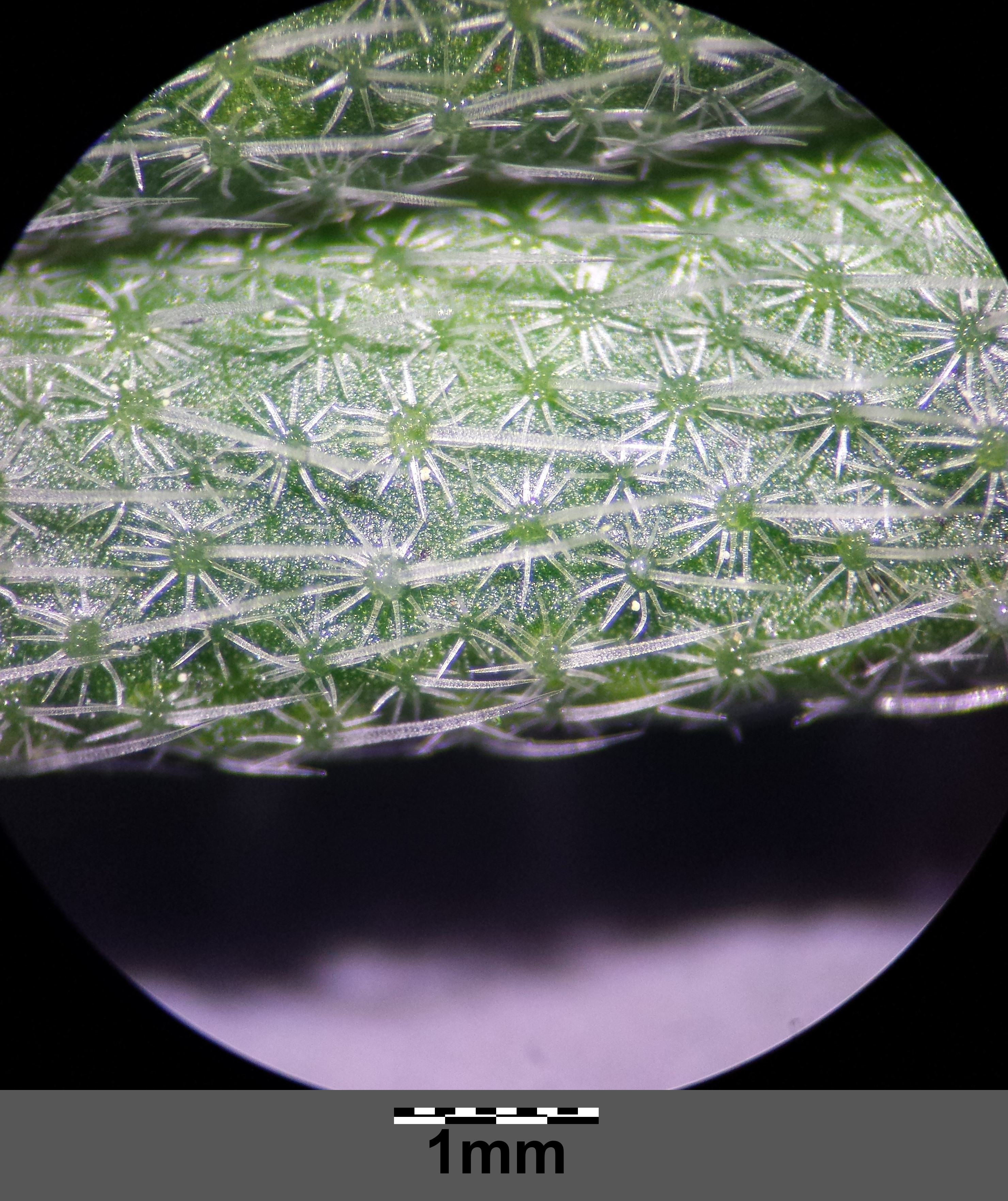
Onosma echioides subsp. dalmatica
Oberseite eines unteren Laubblatts mit auf sternförmig behaarten Höckern sitzenden Borstenhaaren (Ausschnitt)

Onosma echioides ist eine mehr oder weniger rasenbildende, ausdauernde Pflanze, die einige blütentragende Stängel ausbildet. Diese erreichen Wuchshöhen von 10 bis 30 cm, sind aufrecht, unverzweigt oder wenig verzweigt und fein sowie mit sternförmigen langen Borsten behaart. Die Strahlen der Borsten sind nach hinten gebogen. Die unteren Laubblätter sind 20 bis 60 mm lang und 1 bis 7 mm breit, linealisch oder linealisch-langgestreckt und spärlich bis dicht mit sternförmigen Borsten behaart. Die Borsten sind 1 bis 1,5 mm lang, weiß, grau oder gelb gefärbt und mit 0,3 bis 0,4 mm langen Strahlen versehen.
Die Blütenstiele sind 0 bis 2 mm lang. Die Tragblätter sind kürzer oder genauso lang wie der Kelch. Dieser ist zur Blütezeit etwa 10 mm lang, vergrößert sich an der Frucht auf bis zu 15 mm und ist mit einfachen und einigen sternförmigen Borsten besetzt. Die Krone ist 18 bis 25 mm lang, blass gelb und fein behaart. Sie ist etwa doppelt so lang wie der Kelch, an der Spitze zylindrisch und sich zur Basis hin verschmälernd.
Die Früchte sind etwa 2 bis 5 mm lange, glatte, glänzende Nüsschen.
Die Chromosomenzahl beträgt 2n = 14.

## Vorkommen
Die Art kommt in Italien, auf Sizilien und im westlichen Teil der Balkanhalbinsel vor.

## Systematik
Man kann vier Unterarten unterscheiden:
- Onosma echioides (L.) L. subsp. echioides: Sie kommt in Italien vor.[2]
- Onosma echioides subsp. angustifolia (Lehm.) Peruzzi & N. G. Passal.: Sie kommt in Italien vor.[2]
- Onosma echioides subsp. canescens (J. Presl & C. Presl) Peruzzi & N. G. Passal.: Sie kommt in Sizilien vor.[2]
- Onosma echioides subsp. dalmatica (Scheele) Peruzzi & N. G. Passal.: Sie kommt in Kroatien und in Italien vor.[2]